# John J. Sullivan

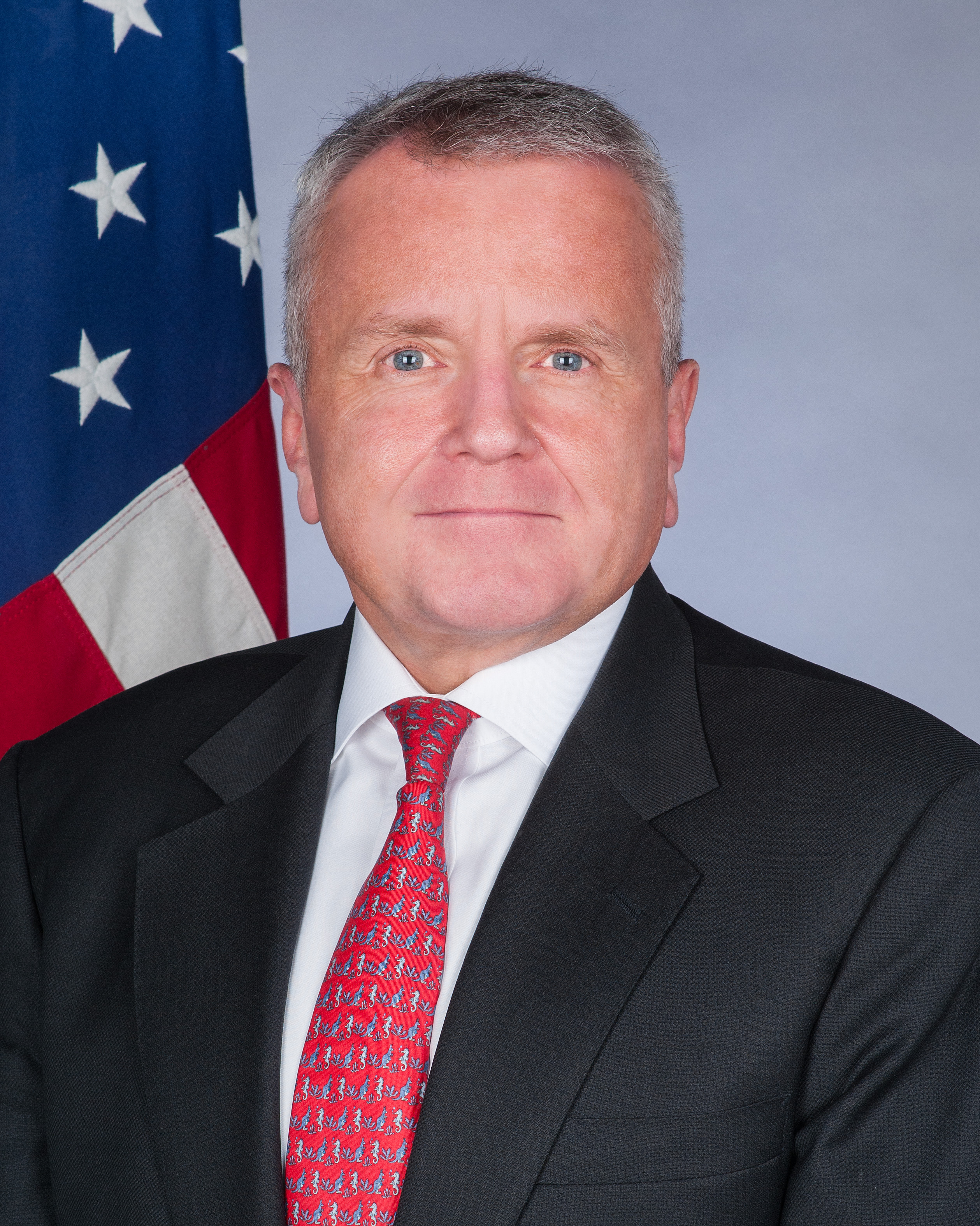
John Sullivan

John Joseph Sullivan (* 20. November 1959 in Boston, Massachusetts) ist ein amerikanischer Diplomat. Er war vom 24. Mai 2017 bis zum 20. Dezember 2019 Vizeaußenminister der Vereinigten Staaten in der Regierung von US-Präsident Donald Trump. Nach der Entlassung von Rex Tillerson am 13. März 2018 übernahm er von 13. März 2018 bis 26. April 2018 geschäftsführend die Leitung des Außenministeriums. Am 26. April 2018 wurde Tillersons Nachfolger, der vormalige CIA-Chef Mike Pompeo, zum neuen US-Außenminister gewählt.
2019 nominierte Trump ihn als Botschafter der Vereinigten Staaten in Russland; bei seiner Anhörung vor dem Senats-Ausschuss gab Sullivan zu, von der Kampagne gegen die US-Botschafterin in der Ukraine gewusst zu haben. Am 16. Januar 2020 trat Sullivan die Nachfolge von Jon Huntsman als Botschafter an.
Er blieb auch unter der neuen Regierung Biden auf seinem Posten. Als seine krebskranke Frau im Sterben lag, trat Sullivan im September 2022 in den vorzeitigen Ruhestand.

## Werke
- Midnight in Moscow: A Memoir From the Front Lines of Russia’s War Against the West. Little, Brown, New York 2024, ISBN 978-0-316-57109-8.